# Залман Шазар
Шне́ур Залма́н Шаза́р (івр. זלמן שזר; ім'я при народженні Шнеур Залман Рубашов — прізвище Шазар є його акронімом; 24 листопада 1889, Мір, Гродненська губернія, Російська імперія — 5 жовтня 1974, Єрусалим, Ізраїль) — ізраїльський вчений, письменник та публіцист, сіоніст білоруського походження, третій президент Ізраїлю.

## Життєпис
Народився в білоруському Мірі у родині хабадників. Його дід проповідував ідеї хабаду в Мірі, а самого Шазар назвали на честь засновника руху. Батьки Залмана були гарячими прихильниками сіонізму. У 1892 році родина переїхала в Столбці де Шазар навчався в хедері.
Під впливом творів В. Борохова став прихильником партії Поалей-Ціон і почав активно пропагувати її ідеологію. Під час революції 1905 брав участь в організації єврейської самооборони в Білорусі та Україні. На підпільному з'їзді Поалей-Ціон в Мінську в 1906 році познайомився Іцхаком Бен-Цві який залучив Шазара до участі у видачничій діяльності руху.
У 1907 році Шазар переїхав до Вільна де познайомився з Б. Бороховим, Я. Зрубавелом та майбутньою дружиною Іцхака Бен-Цві Рахель Янаіт. В цей період він перекладав з російської на їдиш статті Борохова і Бен-Цві для журналу Поалей-Ціон «Дер пролетарішер геданк». Влітку того ж року Шазар разом з іншими лідерами партії був арштований і засуджений до двох місяців ув'язнення. Після звільнення він вступив на організовані в Санкт-Петербурзі бароном Давидом Гінцбургом «Вищі курси сходознавства». На життя він тоді заробляв статтями в російських і американських ідишомовних виданнях.
Влітку 1911 року Шазар провів у Палестині, працюючи в недавно заснованій Мерхавії, до подружився з Б. Канцельсоном і поетесою Рахель. В 1912 він поїхав до Німеччини де вчився у Фрайбурзькому та Страсбурзькому університетах. Під час війни був інтернований як російський підданий до Берліна де продовжив навчання в Берлінському університеті. Під час навчання Шазар спеціалізувався на біблеїстиці та історії східноєвропейського єврейства і зокрема на саббатайському рухові. В цей час він брав активну участь в сіоністському русі в Німеччині, регулярно публікував свої статті в «Юдіже рундшау». Залман був одним з засновників сіоністського робітничого руху в 1916 році та руху Хе-Халуц в 1917.
На з'їзді Поалей-Ціон в Стокгольмі в 1919 році Шазар разом з Н. Сиркіним та іншими був обраний в комісію по вивченню економічного положення в Палестині і розробці плану розвитку господарства країни на кооперативній основі. У звіті комісії, опублікованому 1920 року, Шазару належали розділу про єврейську зайнятість у Палестині і про сільськогосподарчі комуни (квуцот). У 1920 році в Єрусалимі Шазар одружився з Рахеллю Кацнельсон, з якою познайомився ще на Вищих курсах сходознавства.
На з'їзді Поалей-Ціон у Відні в 1920 році, де стався розкол по питанню ставлення до комунізму, Шазар став одним з лідерів «правого крила». У 1921 році брав участь у з'їзді організації Хе-Халуц (відкривав його). З 1922 по 1924 рік читав у Відні лекції з єврейської історії в Єврейській учительській семінарії.
У 1924 році переселився до Палестини. Був обраний в секретаріат Хістадрута. З 1930 по 1932 рік разом з Х. Арлозоровим видавав щомісячник «Ахдут ха-Авода». потім став членом редакції друкованого органу Хістадрута, газети «Давар», а потім головним редактором газети і головою хістадрутівського видавництва «Ам овед». У ці роки багаторазово бував у закордонних відрядженнях за дорученнями Хістадрута, Поалей-Ціон, партії Мапай та інших. Значну роль в цьому відігравали його неабиякі ораторські здібності.
У жовтні 1947 року Шазар був членом делегації Єврейського агентства (Сохнута) на Генеральній Ассамблеї ООН.
У 1949 році був обраний до Кнесету першого скликання, а потім був членом Кнесета другого (1951 рік) та третього (1955 рік) скликання. З 1949 по 1951 рік займав пост міністра освіти та культури. За його ініціативою у 1949 році був прийнятий закон про обов'язкову шкільну освіту. Після того як уряд СРСР відмовилося прийняти його як посла Ізраїля заради посади якого Залман пішов з поста міністра, Шазар в 1952 році став членом виконавчого комітету всесвітньої Сіоністської організації, очоливши відділ інформації, а з 1954 року — відділ орсвіти і культури єврейської діаспори. З 1956 по 1960 рік був головою Єрусалимського виконавчого комітету всесвітньої Сіоністської організації.
Шазар був президентом Ізраїлю два терміни підряд з 1963 по 1973 роки. Як і його попередник Іцхак Бен-Цві він не обмежувався лише державними обов'язками — його резиденція була місцем зібрання ізраїльських вчених, діячів мистецтв та єврейських інтелектуалів з усього світу. Шазар заснував фонд «Амос» для сприяння ізраїльським вченим та діячам мистецтв.
Шазар залишив велику літературну спадщину як прозу так і поезію, публіцистику та наукові розвідки. Був одним з перших біблеїстів, які писали івритом. Вніс помітний вклад до вивчення історії їдишу.

## Родина
Дружина:  Рахель (Рейчел) Кацнельсон-Шазар
Племінниця:
- Шуламіт Кацнельсон (1919—1999) — новаторка ізраїльської педагогіки, Лауреат Державної премії Ізраїлю 1986 р.